# Hansjörg Häfele

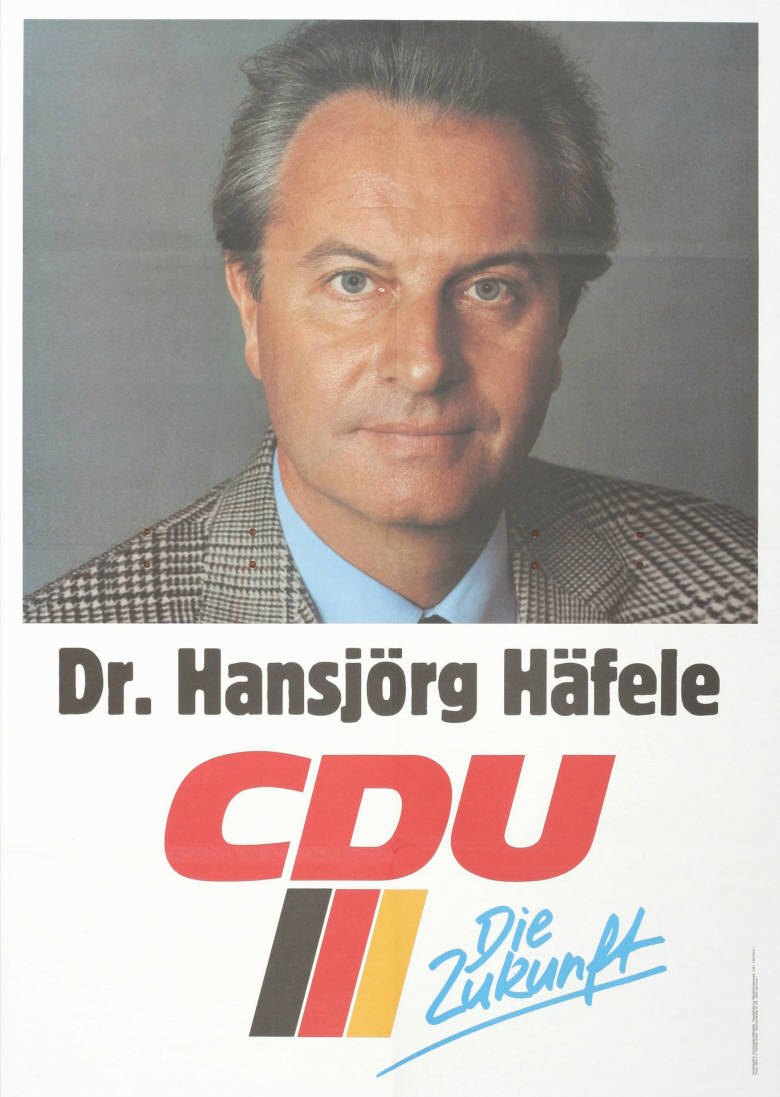
Kandidatenplakat Hansjörg Häfeles zur Bundestagswahl 1987

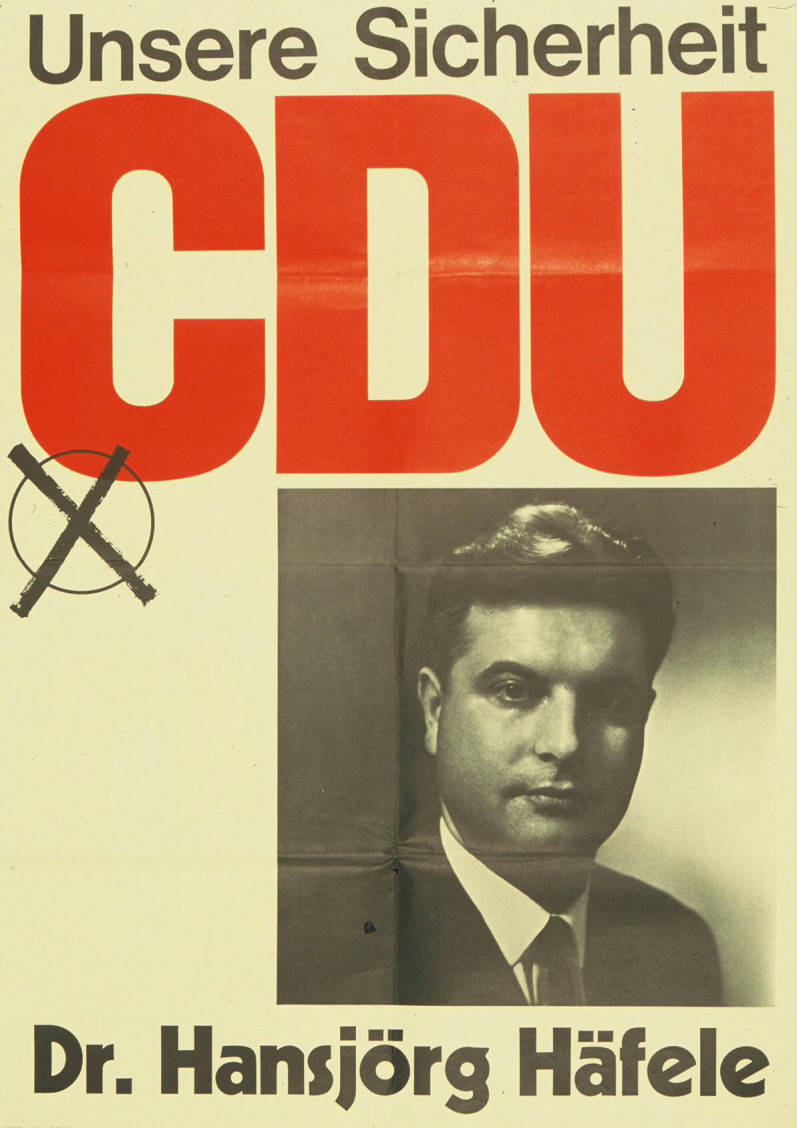
Kandidatenplakat zur Bundestagswahl 1965

Hansjörg Häfele (* 6. März 1932 in Uttenweiler; † 26. April 2025 in Bad Dürrheim) war ein deutscher Politiker (CDU). Er war von 1982 bis 1989 Parlamentarischer Staatssekretär beim Bundesminister der Finanzen.

## Leben und Beruf
Nach dem Abitur 1952 in Wangen im Allgäu absolvierte Häfele, der römisch-katholischen Glaubens war, ein Studium der Rechtswissenschaft und der Volkswirtschaftslehre an der Universität Tübingen, welches er 1956 mit dem ersten und 1961 mit dem zweiten juristischen Staatsexamen beendete. An der Universität Tübingen erfolgte auch seine Promotion zum Dr. jur. Während seines Studiums wurde er Mitglied der katholischen Studentenverbindung KStV Alamannia Tübingen. 1961 trat Häfele in die Innenverwaltung des Landes Baden-Württemberg ein. Zuletzt war er Pressereferent des Landesinnenministers.

## Abgeordneter
Von 1965 bis 1990 war Häfele, der 1961 der CDU beigetreten war, Mitglied des Deutschen Bundestages. Hier war er von 1976 bis 1980 Vorsitzender des Arbeitskreises Haushalt, Steuern, Geld und Kredit sowie von 1980 bis 1982 Vorsitzender der Arbeitsgruppe Finanzen und Haushalt der CDU/CSU-Bundestagsfraktion.
Häfele war von 1965 bis 1976 als direkt gewählter Abgeordneter des Wahlkreises Donaueschingen und seit 1980 als direkt gewählter Abgeordneter des Wahlkreises Schwarzwald-Baar in den Bundestag eingezogen. Zuletzt erreichte er hier bei der Bundestagswahl 1987 56,2 % der Erststimmen.

## Öffentliche Ämter
Am 4. Oktober 1982 wurde Häfele als Parlamentarischer Staatssekretär beim Bundesminister der Finanzen in die von Bundeskanzler Helmut Kohl geführte Bundesregierung berufen. Anlässlich einer Kabinettsumbildung schied er am 21. April 1989 aus dem Amt.

## Mitgliedschaften
Er war Mitglied der Ludwig-Erhard-Stiftung.